# Limenitis theoda
Limenitis theoda är en fjärilsart som beskrevs av Hans Fruhstorfer 1903. Limenitis theoda ingår i släktet Limenitis och familjen praktfjärilar. Inga underarter finns listade i Catalogue of Life.